# 743 Eugenisis
Eugenisis (asteroide 743) é um asteroide da cintura principal com um diâmetro de 53,17 quilómetros, a 2,6274866 UA. Possui uma excentricidade de 0,0590232 e um período orbital de 1 704,25 dias (4,67 anos).
Eugenisis tem uma velocidade orbital média de 17,82427813 km/s e uma inclinação de 4,83452º.
Este asteroide foi descoberto em 25 de Fevereiro de 1913 por Franz Kaiser.